# روابط ایران و هلند
روابط ایران و هلند همواره دستخوش تحولاتی بوده‌است و مناسبات چهارصد ساله ایران و هلند به دیرینگی این روابط و به همان میزان نیز از فراز و نشیب برخوردار بوده‌است.

## تاریخچه
شروع روابط سیاسی میان ایران و هلند به اوایل قرن هفدهم میلادی بر می‌گردد. در سال ۱۶۲۶ میلادی، موسی بیک به عنوان نخستین سفیر شاه عباس اول به دربار لاهه راه یافت. در سال ۱۸۵۷ میلادی یک پیمان دوستی و بازرگانی میان دو کشور در پاریس منعقد گردید. نخستین کنسولگری هلند در سال ۱۸۶۸ در بوشهر گشایش یافت. پس از انقلاب ۱۳۵۷ در ایران، روابط سیاسی دو کشور ایران و هلند دچار فراز و نشیب‌هایی گردید. دولت هلند دو سال پس از انقلاب، با اعزام سفیر علاقه‌مندی خود را به بهبود و گسترش روابط بین دو کشور نشان داد. جمهوری اسلامی ایران در مهر ماه ۱۳۶۲ (۱۹۸۳ میلادی) نظر مساعد خود را برای توسعه روابط دو طرفه ابراز داشت.

### دوره صفویه نقطه آغاز روابط
شروع روابط سیاسی میان ایران و هلند به اوایل قرن هفدهم میلادی بر می‌گردد. پس از آنکه دولت ایران جزیره هرمز را از تصرف پرتغالی‌ها خارج ساخت و بندرعباس مرکز تجارت خلیج فارس گردید، هلندی‌ها در قالب کمپانی هند شرقی هلند بدانجا راه پیدا کردند و با اجازه شاه عباس اول صفوی در سال ۱۶۲۳ میلادی، تجارتخانه‌ای دایر کرده به تجارت ابریشم پرداختند.
در سال ۱۶۲۶ میلادی، موسی بیک به عنوان نخستین سفیر شاه عباس اول به دربار لاهه راه یافت. شاه عباس در نامه‌ای به فرمانروای وقت هلند ارائه تسهیلات و تأمین آسایش بازرگانان هلندی را در ایران تضمین کرد. نخستین سفیر هلند در ایران نیز یان اسمیت بود که به مدت دو سال (۱۶۳۰–۱۶۲۸ میلادی) در ایران به‌سر برد.
کمپانی هند شرقی گرچه عمدتاً مشغول تجارت بود و به الزامات سیاسی – نظامی علاقه چندانی نشان نمی‌داد، اما هرجا و هرگاه که منافع و امتیازات بازرگانی خود را در مخاطره می‌دید، همچون یک دولت حاکم عمل می‌کرد. این شرکت حتی چندین بار با ایرانی‌ها درگیری مسلحانه پیدا کرد.
از سوی دیگر، روابط رسمی بین ایران و هلند محدود بود. در فاصله سال‌های ۱۶۲۵ الی ۱۶۳۱ میلادی، شاه عباس صفوی فرستادگانی را رهسپار لاهه کرد تا حمایت هلند از ایران را در جنگ‌های ایران و عثمانی جلب نماید، ولی به این تلاش‌ها به جایی نرسید؛ و هلند پاسخ خود را به وسیله فرماندار کل کمپانی هند شرقی در جاکارتا، به دربار ایران فرستاد.
فعالیت‌های بازرگانان هلندی در ایران تا پایان زمان صفویه همچنان برایِ آنها رو به رونق بود. بعد از سلسه صفویه و حمله افغان‌ها در سال ۱۷۲۲ میلادی، دفتر نمایندگی و کارگزاری کمپانی هند شرقی هلند در اصفهان ویران شد و متعاقب آن به دلیل شرایط خاص، ادامه کار تشکیلات کمپانی هند شرقی هلند در بندرعباس نیز غیرممکن گردید. از آن پس فعالیت‌های این کمپانی در سراسر حوزه خلیج فارس تا پایان قرن هجدهم میلادی متوقف گردید.

### دوره افشاریه
هلندی‌ها در دوره افشاریه تجارت خود را رونق بخشیدند و دفاتر نمایندگی خود در شهرهای بوشهر، اصفهان، بصره تأسیس کردند.

### دوره قاجار
در سال ۱۸۵۷ میلادی یک پیمان دوستی و بازرگانی میان دو کشور در پاریس منعقد گردید. نخستین کنسولگری هلند در سال ۱۸۶۸ در بوشهر گشایش یافت. هلندی‌ها سپس در تهران، سرکنسولی را منصوب کردند و بالاخره در سال ۱۹۰۲ میلادی روابط دیپلماتیک کامل میان دو کشور برقرار گردید. ابتدا نمایندگی دولت ایران در لاهه گشایش یافت. سپس در سال ۱۹۱۰ میلادی، سفارت دولت هلند در تهران افتتاح گردید.

### دوره پهلوی
در دوره پهلوی به ویژه در بین سال‌های ۱۹۵۰ و ۱۹۷۹ روابط دیپلماتیک در سطح سفیر برقرار بود و مناسبات دو کشور به دلیل وجوه مشترک نظام‌های سیاسی آن دو در سطح بالایی بود. ملکه وقت هلند در ۱۹۶۳ به ایران سفر کرد و شاه ایران متقابلاً از هلند دیدار نمود.

### دوره جمهوری اسلامی
پس از انقلاب ۱۳۵۷ در ایران، روابط سیاسی دو کشور ایران و هلند دچار فراز و نشیب‌هایی گردید. دولت هلند دو سال پس از انقلاب، با اعزام سفیر علاقه‌مندی خود را به بهبود و گسترش روابط بین دو کشور نشان داد. جمهوری اسلامی ایران در مهر ماه ۱۳۶۲ (۱۹۸۳ میلادی) نظر مساعد خود را برای توسعه روابط دو طرفه ابراز داشت. نخستین مسافرت هیئت‌های رسمی هلند به ایران در سال ۱۳۶۳ (۱۹۸۴ میلادی) با سفر معاون وزارت کشاورزی و ماهیگیری وقت هلند به ایران انجام گرفت و در مقابل، مسافرت قائم مقام وزیر کشاورزی ایران به هلند را در پی داشت.

## حمله سایبری به ایران
یاهو نیوز در سال ۲۰۱۹ نوشت که هلند در حمله سایبری به تأسیسات هسته ای ایران دست داشته‌است و با آمریکا و اسراییل همکاری کرده‌است. فردی که سلاح را وارد تأسیسات کرد جاسوس سازمان اطلاعات هلند بوده‌است.